# Leptotarsus (Macromastix) glabristylus
Leptotarsus (Macromastix) glabristylus is een tweevleugelige uit de familie langpootmuggen (Tipulidae). De soort komt voor in het Australaziatisch gebied.